# Proceso Solvay

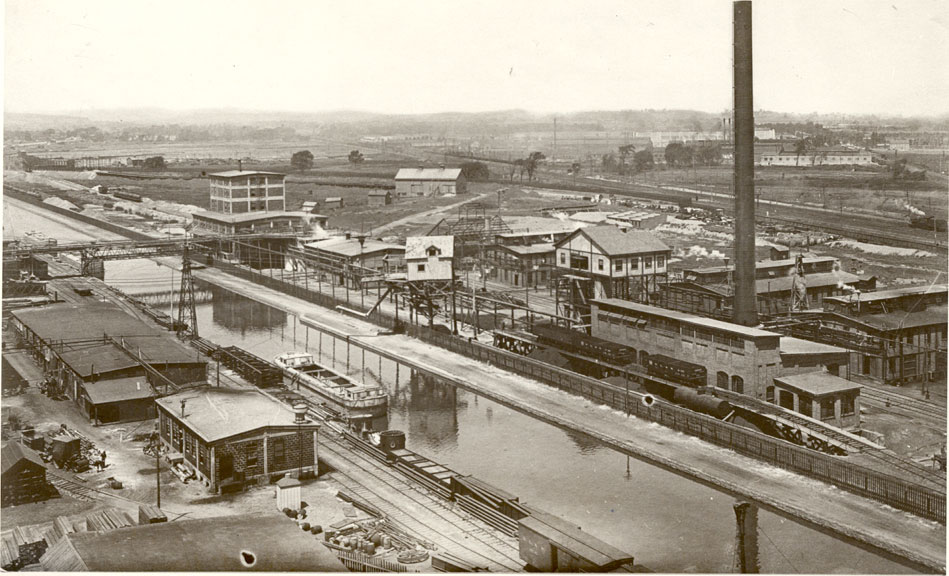
Planta de Solvay en Nueva York, Estados Unidos. Fue cerrada en 1986.

El método Solvay es un proceso químico utilizado para la fabricación de carbonato de sodio a nivel industrial.
Fue descubierto por Schloesing que no pudo darle aplicación industrial y luego estudiado por el industrial y filántropo belga Ernest Solvay, de quien toma el nombre.

## Proceso químico

Reacciones químicas en el proceso de Solvay (verde = reactivo, negro = intermedio de reacción, rojo = producto)

Haciendo pasar amoníaco y dióxido de carbono (en estado gaseoso los dos) por una solución saturada de cloruro de sodio se forma hidrogenocarbonato de sodio y cloruro de amonio (ambos solubles en agua):
{\displaystyle {\ce {NaCl + NH3 + CO2 + H2O --> NaHCO3 + NH4Cl}}}
El hidrogenocarbonato de sodio se separa de la solución por filtración y se transforma en carbonato de sodio por calcinación:
{\displaystyle {\ce {2 NaHCO3 --> Na2CO3 + H2O + CO2}}}
El cloruro de amonio obtenido se hace reaccionar con hidróxido de calcio y se recupera amoníaco: 
{\displaystyle {\ce {2 NH4Cl + Ca(OH)2 --> 2 NH3 + 2 H2O + CaCl2}}}
El óxido de calcio se produce en la misma fábrica por calcinación de carbonato de calcio (piedra caliza) y así se produce el dióxido de carbono necesario en la primera reacción:
{\displaystyle {\ce {CaCO3 -> CaO + CO2}}}
Se consumen grandes cantidades de carbonato de sodio en la fabricación de jabones, polvos de jabón, vidrio y depuradores de aguas duras.